# Johann Eduard Jacobsthal
Pour les articles homonymes, voir Jacobsthal.
Johann Eduard Jacobsthal (né le 17 septembre 1839 à Preußisch Stargard et mort le 1er janvier 1902 à Charlottenburg) est un architecte et professeur allemand.

## Biographie
Il a fait ses études à l'Académie d'architecture de Berlin (1857-1858). Après avoir obtenu son diplôme d'architecte, il devient professeur à l'université des arts de Berlin et à l'Académie d'architecture de Berlin.
En 1872, il est nommé architecte national (Landesbaumeister). 
Plus tard, il enseigne à l'Université technique de Berlin-Charlottenburg, avant d'en devenir recteur (1889), puis vice-président.
Jacobsthal est cofondateur de Deutsche Bauzeitung, une publication technique sur l'architecture, et membre de l'Académie des arts de Berlin.

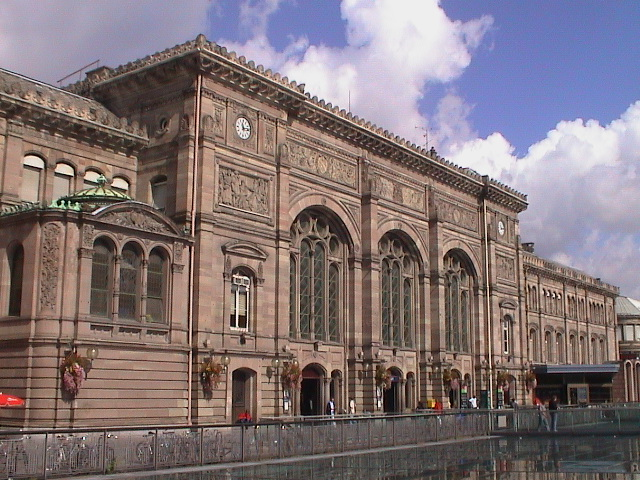
La gare de Strasbourg, avant la mise en place de la verrière

## Réalisations
- 1867 : Direction des travaux de transformation de la Chambre des représentants sur la Dönhoffplatz d'après le projet de Hermann Blankenstein.
- Vers 1874 : Institution pour aveugles à Steglitz, Rothenburgstraße (de) 14/15 (avec Ludwig Giersberg (de)).
- 1871/72 : Direction des travaux de la colonne de la Victoire d'après le projet de Heinrich Strack.
- 1873-1875 : Élargissement du pont Frédéric (de)
- 1873 Chapelle funéraire des comtes de Sierakowski à Waplewo Wielkie (Pologne).
- 1874/75 : Lycée Humboldt au 29 Gartenstraße (de).
- De 1875 à 1882, Jacobsthal travaille à la réalisation de la Stadtbahn de Berlin. Il a notamment réalisé les plans des gares berlinoises de l'Alexanderplatz et de Bellevue.
- Il est l'architecte de la gare de Strasbourg, de l'ancienne gare de Metz et de la gare de Nouvel-Avricourt.
- En 1877-1878, il conçoit la tour néo-gothique de l'église Saint-Moritz de Mittenwalde.
- Le Bâtiment administratif des chemins de fer impériaux d'Alsace-Lorraine